# Lijst van nummer 1-hits in Zwitserland in 2020
Deze hits stonden in 2020 op nummer 1 in de Schweizer Hitparade, de bekendste hitlijst in Zwitserland.
| Datum        | Artiest                               | Titel                            |
| ------------ | ------------------------------------- | -------------------------------- |
| 5 januari    | Tones and I                           | Dance monkey                     |
| 12 januari   | Tones and I                           | Dance monkey                     |
| 19 januari   | Tones and I                           | Dance monkey                     |
| 26 januari   | Tones and I                           | Dance monkey                     |
| 2 februari   | Tones and I                           | Dance monkey                     |
| 9 februari   | The Weeknd                            | Blinding lights                  |
| 16 februari  | The Weeknd                            | Blinding lights                  |
| 23 februari  | The Weeknd                            | Blinding lights                  |
| 1 maart      | The Weeknd                            | Blinding lights                  |
| 8 maart      | The Weeknd                            | Blinding lights                  |
| 15 maart     | The Weeknd                            | Blinding lights                  |
| 22 maart     | The Weeknd                            | Blinding lights                  |
| 29 maart     | The Weeknd                            | Blinding lights                  |
| 5 april      | The Weeknd                            | Blinding lights                  |
| 12 april     | The Weeknd                            | Blinding lights                  |
| 19 april     | The Weeknd                            | Blinding lights                  |
| 26 april     | The Weeknd                            | Blinding lights                  |
| 3 mei        | The Weeknd                            | Blinding lights                  |
| 10 mei       | Capital Bra & Loredana                | Nicht verdient                   |
| 17 mei       | Apache 207                            | Fame                             |
| 24 mei       | DaBaby & Roddy Ricch                  | Rockstar                         |
| 31 mei       | DaBaby & Roddy Ricch                  | Rockstar                         |
| 7 juni       | DaBaby & Roddy Ricch                  | Rockstar                         |
| 14 juni      | DaBaby & Roddy Ricch                  | Rockstar                         |
| 21 juni      | DaBaby & Roddy Ricch                  | Rockstar                         |
| 28 juni      | DaBaby & Roddy Ricch                  | Rockstar                         |
| 5 juli       | DaBaby & Roddy Ricch                  | Rockstar                         |
| 12 juli      | Jawsh 685 & Jason Derulo              | Savage love (Laxed - siren beat) |
| 19 juli      | Jawsh 685 & Jason Derulo              | Savage love (Laxed - siren beat) |
| 26 juli      | Jawsh 685 & Jason Derulo              | Savage love (Laxed - siren beat) |
| 2 augustus   | Jawsh 685 & Jason Derulo              | Savage love (Laxed - siren beat) |
| 9 augustus   | Jawsh 685 & Jason Derulo              | Savage love (Laxed - siren beat) |
| 16 augustus  | Jawsh 685 & Jason Derulo              | Savage love (Laxed - siren beat) |
| 23 augustus  | Jawsh 685 & Jason Derulo              | Savage love (Laxed - siren beat) |
| 30 augustus  | Jawsh 685 & Jason Derulo              | Savage love (Laxed - siren beat) |
| 6 september  | Master KG, Burna Boy & Nomcebo Zikode | Jerusalema (Remix)               |
| 13 september | Master KG, Burna Boy & Nomcebo Zikode | Jerusalema (Remix)               |
| 20 september | Master KG, Burna Boy & Nomcebo Zikode | Jerusalema (Remix)               |
| 27 september | 24kGoldn & Iann Dior                  | Mood                             |
| 4 oktober    | Master KG, Burna Boy & Nomcebo Zikode | Jerusalema (Remix)               |
| 11 oktober   | Master KG, Burna Boy & Nomcebo Zikode | Jerusalema (Remix)               |
| 18 oktober   | Master KG, Burna Boy & Nomcebo Zikode | Jerusalema (Remix)               |
| 25 oktober   | Master KG, Burna Boy & Nomcebo Zikode | Jerusalema (Remix)               |
| 1 november   | Master KG, Burna Boy & Nomcebo Zikode | Jerusalema (Remix)               |
| 8 november   | Master KG, Burna Boy & Nomcebo Zikode | Jerusalema (Remix)               |
| 15 november  | Master KG, Burna Boy & Nomcebo Zikode | Jerusalema (Remix)               |
| 22 november  | Master KG, Burna Boy & Nomcebo Zikode | Jerusalema (Remix)               |
| 29 november  | Master KG, Burna Boy & Nomcebo Zikode | Jerusalema (Remix)               |
| 6 december   | Master KG, Burna Boy & Nomcebo Zikode | Jerusalema (Remix)               |
| 13 december  | Mariah Carey                          | All I want for Christmas is you  |
| 20 december  | Mariah Carey                          | All I want for Christmas is you  |
| 27 december  | Mariah Carey                          | All I want for Christmas is you  |